# Marcel Janssens
Marcel Janssens (Edegem, 30 dicembre 1931 – Nukerke, 29 luglio 1992) è stato un ciclista su strada belga.
Professionista dal 1954 al 1965, vinse la Bordeaux-Parigi del 1960; nel suo palmarès figurano anche due vittorie di tappa al Tour de France, corsa in cui fu secondo nell'edizione del 1957.

## Palmarès
- 1951 (dilettanti)

Campionati belgi, Prova in linea dilettanti
- 1952 (dilettanti)

Classifica generale International Ernst-Sachs-Gedachtnis-Rennen
Grand Prix Schas
Quattro giorni di Wiesbaden
3ª tappa Quattro giorni di Wiesbaden
1ª tappa Ronde van Limburg
- 1953 (indipendenti)

Omloop der Vlaamse Gewesten Independents
Bruxelles-Liegi
8ª tappa Giro di Catalogna
6ª tappa 1ª semitappa Giro del Belgio
- 1954

Campionato della Provincia di Anversa
Polderes-Campines
Grand Prix Kalmthout
Grand Prix de Lambrechts
- 1955

Campionato della Provincia di Anversa
Classifica generale Tour de l'Ouest
1ª tappa Tour de l'Ouest
Grand Prix du Brabant Wallon
Grand Prix de Lambrechts
Grand Prix Kalmthout
1ª tappa Tre giorni di Anversa
- 1957

4ª tappa Tour de France
- 1958

2ª tappa Tour de Romandie
- 1959

Anversa-Ougrée
10ª tappa Tour de France
- 1960

Bordeaux-Parigi

### Altri successi
- 1945 (dilettanti)

Criterium di Oostrozebeke
- 1953

Criterium di Mortsel
- 1954

6ª tappa 2ª semitappa Giro del Belgio (cronosquadre)
Criterium di Zingem
Kermesse di Tongeren
- 1955

1ª tappa 2ª semitappa Driedaagse van Antwerpen (cronosquadre)
Criterium di Aurillac
Criterium di Breschaat
Derny di Wilrijk
Kermesse di Nederbrakel
Schelde-Dender-Leie
- 1956

Derny di Wilrijk
- 1958

Classifica scalatori Tour de Romandie
Kermesse di Waarschoot
- 1959

Criterium di Aarschot
- 1960

2ª tappa Driedaagse van Antwerpen (cronosquadre)
Criterium di Libourne
Criterium di Hoeselt
- 1961

Criterium di Zele
- 1963

Criterium di Herenthout

## Piazzamenti

### Grandi Giri
- Giro d'Italia

1956: ritirato
1957: 20º
- Tour de France

1956: 32º
1957: 2º
1958: ritirato
1959: 25º
1960: ritirato
1962: ritirato
- Vuelta a España

1962: 32º

### Classiche monumento
- Milano-Sanremo

1956: 14º
1957: 17º
1958: 10º
1959: 35º
1960: 74º
1961: 65º
- Giro delle Fiandre

1956: 11º
1957: 21º
1958: 5º
1959: 25º
1961: 38º
1962: 14º
- Parigi-Roubaix

1956: 12º
1957: 18º
1958: 7º
1959: 3º
1961: 2º
1963: 4º
1964: 39º
- Liegi-Bastogne-Liegi

1955: 16º
1959: 15º
1960: 10º
1961: 13º
1964: 28º
- Giro di Lombardia

1955: 10º
1956: 59º
1958: 21º

### Competizioni mondiali
- Campionati del mondo

Lussemburgo 1952 - In linea Dilettanti: 8º
Frascati 1955 - In linea Professionisti: 5º
Waregem 1957 - In linea Professionisti: 11º